# Straffreiheitsgesetz 1954
Das Straffreiheitsgesetz 1954, offiziell Gesetz über den Erlaß von Strafen und Geldbußen und die Niederschlagung von Strafverfahren und Bußgeldverfahren vom 17. Juli 1954, war ein Amnestiegesetz zur Bereinigung der durch „Kriegs- und Nachkriegsereignisse geschaffenen außergewöhnlichen Verhältnisse“. Nach § 1 wurden bei Straftaten und Ordnungswidrigkeiten, die vor dem 1. Januar 1953 begangen worden waren, bereits verhängte Strafen und Geldbußen erlassen sowie noch anhängige Verfahren niedergeschlagen.
Historisch von Bedeutung ist das Gesetz, weil es gem. § 6 auch Tätern sog. Endphaseverbrechen zugutekam, die unter dem Einfluss der außergewöhnlichen Verhältnisse des Zusammenbruchs in der Zeit zwischen dem 1. Oktober 1944 und dem 31. Juli 1945 in der Annahme einer Amts-, Dienst- oder Rechtspflicht, insbesondere eines Befehls begangen worden waren.

## Vorgeschichte
Ein erstes Straffreiheitsgesetz war 1949 beschlossen worden und zum 1. Januar 1950 in Kraft getreten. Vor dem 15. September 1949 begangene Straftaten wurden unter bestimmten Voraussetzungen straffrei gestellt. Das Gesetz war Teil einer Vergangenheitspolitik, die darauf abzielte, die alliierte Entnazifizierungspolitik zu beenden und die vielen kleinen Straftäter und Mitläufer in die neue bundesdeutsche Gesellschaft zu integrieren. Es war nicht unbedingt auf die Straffreiheit von nationalsozialistischen Tätern ausgerichtet, sondern in den Debatten wurden etwa Schwarzmarktgeschäfte oder Eigentumsdelikte während der Nachkriegszeit hervorgehoben. Aber es konnten auch durchaus schwerere Taten, nicht jedoch Tötungsdelikte aus der Zeit des Nationalsozialismus darunter fallen.
Bis 1951 wurden fast 800.000 Personen begnadigt. Wie viele davon nationalsozialistische Täter waren, ist nicht mehr zu ermitteln. Ihre Zahl dürfte im fünfstelligen Bereich gelegen haben. Nachweisbar sind 2547 Einstellungen von Verfahren. Hinzu kamen weitere 1000–1500 Personen, denen bereits verhängte Strafen ganz oder teilweise erlassen wurden.
Von besonderer gesellschaftspolitischer Bedeutung war § 10 des Gesetzes von 1949, wonach Straftaten, die zwischen dem 10. Mai 1945 und dem Inkrafttreten des Gesetzes zur Verschleierung des Personenstandes aus politischen Gründen begangen worden waren, ohne Rücksicht auf die Höhe der zu erwartenden Strafe straffrei gestellt wurden, wenn  der Täter bis spätestens 31. März 1950 freiwillig seine unwahren Angaben widerrief und bisher unterlassene Angaben nachholte. Von geschätzt 80.000 Personen, die nach Kriegsende unter falschem Namen untergetaucht waren, stellten sich daraufhin 241 Personen den Behörden. Mit § 7 Straffreiheitsgesetz 1954 wurde die Offenbarungsfrist bis zum 31. Dezember 1954 verlängert, für im Ausland befindliche Personen bis sechs Monate nach Betreten der Bundesrepublik. Bis Ende des Jahres 1954 wurden 954 Fälle registriert.
Verschiedene Interessengruppen versuchten aus unterschiedlichsten Gründen, ein neues Amnestiegesetz voranzubringen. Robert Kempner, ehemals Ankläger bei den Nürnberger Kriegsverbrecherprozessen, ging es um die Amnestie für kleinere Eigentums- und Wirtschaftsvergehen, für die in der Besatzungszeit teilweise hohe Strafen verhängt worden waren. Der jüdische Publizist Karl Marx setzte sich für Juden ein, die nach der Befreiung aus den Konzentrationslagern auf die schiefe Bahn geraten waren. Es ging dabei vor allem um die Gruppe der aus Osteuropa stammenden Displaced Persons, die nicht nach Israel ausgewandert waren und in der Bundesrepublik nur schwer Fuß fassen konnten. Für diese Gruppe setzte sich auch der Zentralrat der Juden ein.

## Entstehung
Wie sein Vorgängergesetz von 1949 diente das Gesetz von 1954 nicht primär der Amnestie von NS-Tätern, sondern es ging auch um andere politische Ziele. So sollten Bonner Beamte, die dem Informationsdienst von Robert Platow Material geliefert hatten und denen Anklagen wegen Bestechlichkeit und Untreue drohten, nachdem ein erster Amnestieversuch an verfassungsrechtlichen Bedenken gescheitert war, ohne Strafe ausgehen. Auch amnestierte es Steuervergehen und Vergehen gegen Vorschriften des Interzonenhandels. Auch diejenigen, die sich durch die Behauptung „ehrenrühriger Tatsachen“ strafbar gemacht hatten, sollten in den Genuss des Gesetzes kommen. An diesem Punkt war Konrad Adenauer selbst interessiert, hatte er doch im letzten Bundestagswahlkampf Unwahrheiten über zwei SPD-Funktionäre behauptet. Hinzu kam eine allgemeine Amnestie für geringfügige Straftaten mit einem Strafmaß von drei Monaten (§ 2).
Von nachhaltiger Bedeutung war das Gesetz aber vor allem in Hinblick auf die Amnestierung von NS-Verbrechen. Ernst Achenbach, Parteifreund von Justizminister Thomas Dehler und während des Dritten Reiches Leiter der politischen Abteilung der deutschen Botschaft in Paris, gründete 1952 einen „vorbereitenden Ausschuss zur Herbeiführung einer Generalamnestie“. Dabei ging es um die Beendigung der strafrechtlichen Verfolgung von NS-Tätern im In- und Ausland. Werner Best, der zu dieser Zeit in Achenbachs Kanzlei arbeitete, verfasste eine Denkschrift, in der er einen Unterschied machte zwischen politischen Straftaten und solchen, die aus privaten Motiven erfolgten. Achenbach setzte seinen beträchtlichen politischen Einfluss – er hatte den starken Landesverband der FDP in Nordrhein-Westfalen hinter sich – für seine Ziele ein. Er legte einen Entwurf für ein neues Gesetz vor. Dabei schob er andere Argumente, etwa Verstöße im Bereich des Handels mit Osteuropa, vor. Aber er gab auch deutlich seine Ziele hinsichtlich der NS-Täter zu erkennen. Dehler, dem diese Forderungen zu weit gingen, versuchte die Sache abzublocken. Achenbach unternahm 1953 einen weiteren Anlauf. Best formulierte als Ziel nunmehr, dass das Gesetz eine Amnestie für alle „Straftaten der Vergangenheit“ gewähren sollte, die „nicht aus persönlichen Motiven begangen worden sind“. Die gespannten Beziehungen zwischen Thomas Dehler und Achenbach, gerade mit Blick auf dessen Versuch, die FDP in Nordrhein-Westfalen nationalsozialistisch zu unterwandern, spielte für den weiteren Kurs in der Amnestiefrage keine erkennbare Rolle. Vielmehr ließ Dehler in seinem Haus einen eigenen Gesetzentwurf erarbeiten.
Kurz nach der Bundestagswahl 1953 verkündete Dehler, dass sein Ministerium an einem Gesetzentwurf für eine allgemeine Straffreiheit arbeite. Er verlor sein Amt im Oktober an Fritz Neumayer. Im Ministerium waren die Vorarbeiten für ein solches Gesetz inzwischen vorangekommen. Aber auch andere Stellen wie Vertreter der Bundesanwaltschaft, insbesondere Max Güde, brachten Vorstellungen ein. Dabei wurde der Begriff des Befehlsnotstandes hervorgehoben. Die Grenze des Amnestiewürdigen sah Güde dort an, wo Taten aus Grausamkeit oder niedriger Gesinnung erfolgt waren. Damit war lediglich Mord im Entwurf nicht eingeschlossen. Als Alternative wurde vorgeschlagen, die Amnestie auf Taten zu beschränken, für die keine höhere Freiheitsstrafe als drei Jahre zu erwarten wäre. Auch wurde bereits ein Tatzeitraum für die Zeit des Zusammenbruchs des nationalsozialistischen Regimes ins Auge gefasst. Die Länderjustizminister zeigten sich skeptisch, den Befehlsnotstand mit in das Gesetz aufzunehmen, weil man Gefahr laufe, auch „üble Taten“ zu begünstigen. Letztlich schlugen die Länder einen Kompromiss vor. Nur Berlin blieb bei seiner „Abneigung (nationalsozialistische) Gewalttaten mit dem Mantel der Liebe zuzudecken“.
Das Justizministerium folgte aber den Vorschlägen von Güde und arbeitete sie in den Referentenentwurf ein. An der Erarbeitung des Gesetzesentwurfs waren überwiegend ehemalige Mitarbeiter des Reichsjustizministeriums wie Franz Massfeller sowie Kriegs- und Sonderrichter beteiligt. Justizminister Fritz Neumayer wollte „einen Schlussstrich unter die Straftaten ziehen, die in unmittelbarem oder mittelbarem Zusammenhang mit den Verhältnissen einer chaotischen Zeit standen“. Ein zentraler Passus war der sogenannte Zusammenbruchs-Paragraph. Dabei ging es um „Straftaten, die unter dem Einfluss der außergewöhnlichen Verhältnisse des Zusammenbruchs in der Zeit zwischen dem 1. Oktober 1944 und dem 31. Juli 1945 in der Annahme einer Amts-, Dienst- oder Rechtspflicht, insbesondere eines Befehls, begangen worden sind“. Auch in diesen Fällen sollte Straffreiheit gelten, jedoch nur für Taten, die mit weniger als drei Jahren Haft bedroht waren.

## Gesetzgebungsverfahren
Ebendieser offenkundige Versuch, NS-Täter straffrei ausgehen zu lassen, wurde im Gesetzgebungsverfahren intensiv debattiert. Kritik kam seitens der SPD etwa von Otto Heinrich Greve, aber auch aus den Regierungsparteien wie von Hermann Höcherl (CSU). Ein Änderungsantrag der SPD, der das zu amnestierende Strafmaß auf ein Jahr beim Zusammenbruchsparagraphen herabsetzen wollte, fand im Rechtsausschuss zwar eine Mehrheit, wurde aber bei der dritten Lesung des Gesetzes im Bundestag abgelehnt. Bei der Schlussabstimmung votierte die Mehrheit der SPD dagegen. Unter den Befürwortern war allerdings der Fraktionsvorsitzende Erich Ollenhauer. Hinzu kamen einige Linksliberale der FDP und ein CDU-Abgeordneter. Nach Anrufung des Vermittlungsausschusses durch den Bundesrat musste das Gesetz im Bundestag erneut beraten werden. Letztlich stimmte auch der größte Teil der SPD-Fraktion zu. Auch die SPD war angesichts der verbreiteten Schlussstrichmentalität bereit, den „kleinen NS-Tätern“ entgegenzukommen. Damit wurde auch dieses Gesetz mit einer breiten Mehrheit beschlossen.
Es war deutlich erkennbar, dass der Zusammenbruchsparagraph auch schwerwiegendere NS-Verbrechen straffrei stellen konnte. Im Übrigen wurden durch das Gesetz auch alle Strafregistereinträge (§ 20 Abs. 1 Nr. 2) gelöscht, die aus Verurteilungen durch Spruchkammern aus der Zeit vor Gründung der Bundesrepublik stammten. Aus dem Gesetz von 1949 wurde der sogenannte Illegalen-Paragraph (§ 7) „zur Verschleierung des Personenstandes“ übernommen. Damit konnten untergetauchte NS-Täter straffrei ausgehen.

## Bedeutung
Von dem Gesetz profitierten 400.000 Personen. Der Großteil entfiel auf die allgemeine Amnestie. Die Zahl der begünstigten NS-Täter war sehr gering. Der umstrittene Zusammenbruchsparagraph kam in den ersten Jahren nur 77 mal zur Anwendung. Ein Fall war einer der Angeklagten im Prozess um das Massaker im Arnsberger Wald. Von Bedeutung war das Straffreiheitsgesetz vor allem hinsichtlich der politischen Kultur. Der Zusammenbruchsparagraph erlaubte es den Tätern, sich auf einen Befehlsnotstand zurückzuziehen. Das Gesetz setzte demonstrativ einen Schlussstrich unter die Entnazifizierungsbestrebungen der Siegermächte und war Teil der Selbstrehabilitation und -legitimation der jungen Bundesrepublik. In dieser Hinsicht war das Gesetz von 1954 noch wichtiger als das von 1949. Wohl nicht zufällig sank die Zahl der neu eingeleiteten Ermittlungsverfahren gegen NS-Täter deutlich ab. Im Jahr 1955 wurden nur 21 Personen wegen Taten mit NS-Hintergrund rechtskräftig verurteilt.